# Slow Media
Slow Media bezeichnet den Gedanken, Medienkonsum und Medienproduktion im Informationszeitalter zu entschleunigen.

## Geschichte
Zu Beginn des 21. Jahrhunderts wurde der Begriff unabhängig von verschiedenen Autoren verwendet.
Anfang 2010 veröffentlichten Benedikt Köhler, Sabria David und Jörg Blumtritt vierzehn Thesen unter dem Titel „Das Slow Media Manifest“. Der Titel nimmt Bezug auf die Slow-Food-Bewegung, die wiederum eine Antithese zum Phänomen des Fast Food vertritt. Die Thesen wurden seither international rezipiert.

## Inhalt
Anhänger des Slow-Media-Gedankens suchen nach neuen Wegen, Medien zu produzieren und zu konsumieren, die bewusster, angenehmer, nachhaltiger, besser recherchiert und geschrieben und ethischer sind.
Der Slow-Media-Gedanke steht damit im Gegensatz zu modernen digitalen Medienformaten, die immer schneller, direkter und aufmerksamkeitsheischender sind und damit die Substanz und die Glaubwürdigkeit in den Hintergrund treten lassen.